# Рамирес, Эрик Иван
Эрик Иван Хесус Рамирес (исп. Eric Iván Jesús Ramírez; род. 21 сентября 1996, Конкордия, Энтре-Риос) — аргентинский футболист, нападающий клуба «Химнасия Ла-Плата».

## Клубная карьера
Рамирес — воспитанник клубов «Ривер Плейт», «Сальто Гранде» и «Химнасия Ла-Плата». 30 марта 2015 года в матче против «Ривер Плейт» он дебютировал в аргентинской Примере в составе последних. В 2018 году Рамирес на правах аренды перешёл в «Кильмес». 15 сентября в матче против «Сентраль Кордова» он дебютировал в Примера B Насьональ. По окончании аренды игрок вернулся в «Химнасию Ла-Плата». 10 ноября 2019 года в поединке против «Альдосиви» Эрик забил свой первый гол за основной состав.